# Сольовий склад та мінералізація води Білозерського лиману
Сольовий склад та мінералізація води Білозерського лиману

## Загальні дані
Білозерський (Білозірський) лиман розташований у межах Кам'янсько-Дніпровського району Запорізької області. Лиман лежить у зниженні надзаплавної тераси Дніпра, у західній частині Кам'янського поду. Береги низькі, пологі, подекуди заболочені. Водний режим регулюється Каховським водосховищем, від якого лиман відокремлений греблею. Довжина лиману 6,2 км, ширина до 3,2 км, площа 15,6 км², глибина до 3 м. Прозорість води близько 1 м. Донні відклади представлені чорним мулом з домішками детриту. У лиман впадає мала річка Велика Білозерка. На р. В. Білозерка є такі великі водосховища, як Білозерське, Калинівське та Чапаївське та ставки. Вони утворені для утримання весняної повені і для запобігання наслідків шкідливої дії вод на нижче розташовані населені пункти, промислові об'єкти; під час літньої межені — підтримання необхідних позначок для риборозведення.
У геоморфологічному відношенні територія займає другу надзаплавну терасу р. Дніпро з абсолютними відмітками 16-. Поверхня її майже рівна, з невеликими западинами і похилом поверхні до Каховського водосховища та корінного плато.
За кліматичними умовами район досліджень відноситься до напівпосушливої степової зони півдня України. Середньорічна температура повітря дорівнює 10 °C. Найтепліший місяць — липень із температурою 23—24 °С при максимальному значенні 38—40 °C. Найнижча температура повітря в січні — лютому –2...+4 °C, в окремі роки знижуючись до –35 °C. Унаслідок частих відлиг і малої товщини сніговий покрив нестійкий 5-. Число днів зі снігом 25—40. Період з температурою вище 5 °C близько 230 днів. Безморозний період 160—200 днів [6]. Середньорічна кількість атмосферних опадів незначна і коливається від 300 до . Розподіл опадів по місяцях нерівномірний. Опади влітку випадають у вигляді короткочасних ливнів, які змінюються довгими періодами без опадів. Атмосферних опадів як за кількістю, так і за розподілом в часі недостатньо для розвитку сільськогосподарських культур.
Розвантаження фільтраційних, атмосферних і зрошувальних вод навколишніх територій здійснюється в Білозерський лиман та Каховське водосховище. Мінералізація ґрунтової води не перевищує 2,0 г/дм3. Тип мінералізації гідрокарбонатний магнієво-натрієвий (табл. 1).
Таблиця 1. Хімічний склад ґрунтової води Камянсько-Дніпровської дослідної станції 
| 28.05.1993 |

| 21.06.1993 |

Білозерський лиман є джерелом води для поливу сільськогосподарських культур зрошуваних земель Кам'янського поду. 

### Сольовий склад та мінералізація води
Основні статистичні характеристики кількісної мінливості варіаційних рядів свідчать про значну мінливість майже всіх компонентів хімічного складу й загальної мінералізації природної води Білозерського лиману (табл. 2).
Таблиця 2. Статистичні характеристики кількісної і якісної мінливості головних іонів та мінералізації води Білозерського лиману за 1940—2010 рр.
| Показники              | Середнє значення | Стандартна похибка | Стандартне відхилення | Мінімальне значення | Максимальне значення | Рівень надійності (95 %) |
| СО32-, мг/дм3          | 9,11             | 0,76               | 10,57                 | 0                   | 43,2                 | 1,50                     |
| НСО3-, мг/дм3          | 212,04           | 3,88               | 54,75                 | 87,8                | 390,4                | 7,65                     |
| Cl-, мг/дм3            | 377,27           | 15,13              | 213,40                | 29,8                | 904,1                | 29,83                    |
| SO42-, мл/дм3          | 318,74           | 6,08               | 85,77                 | 43,5                | 666,2                | 11,99                    |
| Ca2+, мг/дм3           | 65,10            | 1,55               | 21,86                 | 13,8                | 170,74               | 3,06                     |
| Mg2+, мг/дм3           | 57,69            | 1,48               | 20,88                 | 7,9                 | 132,0                | 2,92                     |
| Na+, мг/дм3            | 246,93           | 7,28               | 102,75                | 36,7                | 550,0                | 14,36                    |
| K+, мг/дм3             | 10,15            | 0,24               | 3,45                  | 3,0                 | 27,0                 | 0,49                     |
| Заг. мін., мг/дм3      | 1204,13          | 25,28              | 356,64                | 358,3               | 2242,7               | 49,86                    |
| рН, од.                | 8,48             | 0,03               | 0,44                  | 7,4                 | 10,0                 | 0,06                     |
| Жорсткість, мг-екв/дм3 | 6,86             | 0,26               | 2,14                  | 2,66                | 12,08                | 0,51                     |

Розподіл варіант у більшості варіаційних рядів хімічного складу природної води має близький до нормального. Умови нормальності розподілу підтверджуються правилом трьох сигм, коли потроєне стандартне відхилення середньоарифметичної завжди більше асиметрії (показник скошеності кривої вибіркового розподілу) і ексцесу (показник гостровершинності кривої вибіркового розподілу), а 99,73 % усіх варіант знаходяться в довірчому інтервалі від -3d до + 3d [15]. 
А розподіл варіант хлору має не нормальний, а зрізаний від’ємний ексцесивний розподіл, коли в центрі не вершина, а впадина і варіаційна крива стає двохвершинною. Такий розподіл підтверджує той факт, що у вибірку потрапили представники декількох сукупностей з різними середніми для гідрокарбонатного кальцієвого та хлоридного натрієвогого складу. 
Емпіричні криві розподілу вибіркової сукупності мають переважно позитивну помірну асиметрію. 
Хімічний склад води досить строкатий і непостійний протягом сезону, що залежить від природних факторів і водообміну з Каховським водосховищем. У межах поливних сезонів мінералізація води коливалася від 358 до 2242 мг/дм3. Вміст карбонатного іона сягає 40 мг/дм3, гідрокарбонатів — 170—390, сульфатів — 106—666, хлоридів 114—904, кальцію — 44—170, магнію — 39—132, натрію — 175—550, калію — 3—27 мг/дм3. Величина водневого показника рН змінювалася від 7,4 до 10,0 при середньоарифметичному значенні 8,66, тобто вода лиману має лужну і сильно лужну реакцію, що вище допустимих вимог для зрошення (табл. 2) [4].
Найвищу мінералізацію води в Білозерському лимані спостерігали в 1973 — 1978 рр., яка часто була близькою або й перевищувала 2000 мг/дм3. 
Концентрація хлоридів змінювалась від 29,8 (18.05.77 р.) до 904,1 (5.04.1973 р.) мг/дм3. Концентрацію Cl- нижчу за ГДК для водойм рибогосподарського призначення (≤ 300 мг/дм3) мали 39,1 % проб води, меншу за ГДК для водойм господарсько-побутового призначення (≤ 350 мг/дм3) — 49,7 % проб води.
Уміст сульфатів змінювався від 43,5 (2.06.1980 р.) до 666,2 мг/дм3 (24.06.1992 р.). Концентрацію SO42- нижчу за ГДК для водойм рибогосподарського призначення (≤ 100 мг/дм3) мали лише 3,0 % проб води, меншу за ГДК для водойм господарсько-побутового призначення (≤ 500 мг/дм3) — 98 % проб води.
Уміст гідрокарбонатів мав найменші коливання від 87,8 (11.07.77 р.) до 390,4 (25.10.1966 р.) мг/дм3.
Серед катіонів у воді лиману частіше переважав натрій. Його концентрація разом з калієм коливалась від 36,7 (25.03.40) до 550 (10.10.78) мг/дм3. Концентрацію Na+ нижчу за ГДК для водойм рибогосподарського призначення (≤ 120 мг/дм3) мали лише 7,1 % проб води, меншу за ГДК для водойм господарсько-побутового призначення (≤ 200 мг/дм3) — 40,6 % проб води.
Уміст магнію коливався від 7,9 (1.10.57) до 132 (21.05.73) мг/дм3. Концентрацію магнію нижчу за ГДК для водойм рибогосподарського призначення (≤ 40 мг/дм3) мали лише 16,8 % проб води, меншу за ГДК для водойм господарсько-побутового призначення (≤ 50 мг/дм3) — 31,5 % проб води.
Кальцій змінювався від 13,8 (7.09.1966) до 170,74 (17.10.1979) мг/дм3. Жодна з проб води Білозірського лиману не перевищувала ГДК для водойм рибогосподарського призначення за вмістом кальцію. 
Динаміка мінералізації й хімічного складу води лиману в часі свідчить про зростання загальної мінералізації протягом 1955—1980 рр. Пізніше спостерігали деяке зниження вмісту головних іонів і стабілізації хімічного складу протягом наступного періоду до 2010 р. (табл. 3). За хімічним складом вода Білозерського лиману у всі роки досліджень мала хлоридно-сульфатний натрієвий, рідше — сульфатно-хлоридний натрієвий склад.
Вода Білозерського лиману у 1940—1960 рр. належала до прісної α-олігогалинної, в 1961—2010 рр. — до солонуватої β-мезогалинної [9]. 
Таблиця 3. Динаміка зміни мінералізації й хімічного складу води Білозерського лиману за 1940—2010 рр.
| Показники              | 1940—1960 | 1961—1970 | 1971—1980 | 1981—1990 | 1991—2000 | 2001—2010 |
| СО32-, мг/дм3          | 17,1      | 17,7      | 8,88      | 4,1       | 8,5       | 11,4      |
| НСО3-, мг/дм3          | 202,1     | 248,9     | 186,9     | 214,8     | 251,3     | 226,5     |
| Cl-, мг/дм3            | 154,1     | 220,6     | 559,1     | 292,9     | 266,4     | 290,7     |
| SO42-, мл/дм3          | 196,7     | 214,2     | 223,7     | 194,6     | 315,6     | 336,6     |
| Ca2+, мг/дм3           | 63,3      | 41,1      | 70,9      | 63,4      | 69,0      | 68,9      |
| Mg2+, мг/дм3           | 33,3      | 46,0      | 64,7      | 54,8      | 66,8      | 64,9      |
| Na+, мг/дм3            | 136,5     | 207,3     | 331,9     | 184,1     | 210,9     | 239,5     |
| K+, мг/дм3             | 7,1       | 9,3       | 11,7      | 9,0       | 9,6       | 9,6       |
| Заг. мін., мг/дм3      | 788,4     | 1002,2    | 1457,3    | 1017,6    | 1198,5    | 1248,6    |
| рН, од.                | 8,56      | 8,82      | 8,50      | 8,32      | 8,37      | 8,55      |
| Жорсткість, мг-екв/дм3 | 5,90      | 5,84      | 8,87      | 7,68      | 8,95      | 8,79      |

За середньоарифметичною сумою іонів вода лиману характеризувалась таким чином: 1940—1960 рр. — 3 категорія якості (добра), 1961—1970, 1981—2010 рр. — 4-та категорія якості (задовільна), 1971—1980 — 5-та категорія якості (посередня) [10, 26, 29].
За умістом хлоридів вода Білозерського лиману в 1940—1960 рр. належала до 5-ї категорії якості (помірно забруднена); 1961—1970, 1981—2010 рр. — до 6: 1971—1980 — до 7-ї категорії якості (сильно забруднена). За вмістом сульфатів вода в 1940—1960, 1981—1990 рр. — належала до 5 категорії якості; у 1961—1980 рр. — до 6; у 1991—2010 рр. — до 7-ї категорії якості (дуже брудної).
Жорсткість води лиману за період спостережень змінювалась від 2,6 (2.06.1980 р.) до 14,72 (24.06.1992 р.) мг/дм3. Середньоарифметичні значення жорсткості води за окремі періоди досліджень змінювались від 5,84 (1961—1970 рр.) до 8,87 мг/дм3 (1971—1980 рр.) (табл. 3). Отже, вода озера після 1971 р. є жорсткою для водопостачання [28].

### Іригаційна оцінка якості води
Виконана іригаційна оцінка води Білозірського лиману за методикою Буданова (співвідношення Na+/Ca2+) [2], свідчить про свідчить про варіювання показника в межах від 0,47 (12.02.1973 р.) до 15,79 (10.06.1986 р.) при середньоарифметичному значенні 3,55 за весь період досліджень(табл. 4). 
У 89,6 % проб води озера співвідношення Na+/Ca2+ було більшим граничнодопустимого рівня (< 1,0), тобто вода потребувала поліпшення хімічного складу шляхом внесення кальцієвих солей у вигляді гіпсу, фосфогіпсу, лігніну й ін. [2, 4, 7].
За виконаною іригаційною оцінкою за методикою Буданова [2], сума всіх речовин хімічного складу мг-екв/дм3 поділена на величину жорсткості (Са2+ + Mg2+) у воді лиману змінювалася від 2,71 (25.03.1940 р.) до 7,76 (1.10.1957 р.). При цьому, в 73,1 % проб значення перевищували 4, тобто граничний рівень придатності води для зрошення за цим показником. Середньозважений результат іригаційної оцінки за цією методикою (табл. 3) становить 4,76. 
Таблиця 4. Оцінювання якості води Білозерського лиману за іригаційними показниками 
| Інгредієнти                               | Уміст, мг/дм3 | Уміст, мг/дм3 | Уміст, мг/дм3 | Уміст, мг/дм3      | Уміст, мг/дм3         | Рівень надійності, 95,0 % | ГДК   |
| Інгредієнти                               | Мінімальний   | Максимальний  | Середній      | Стандартна похибка | Стандартне відхилення | Рівень надійності, 95,0 % | ГДК   |
| Іригаційна оцінка якості води, мг-екв/дм3 |               |               |               |                    |                       |                           |       |
| Na/Ca                                     | 0,47          | 15,79         | 3,55          | 0,13               | 1,91                  | 0,26                      | ≤1,0  |
| Na/Ca+Mg                                  | 0,36          | 2,81          | 1,35          | 0,05               | 0,45                  | 0,06                      | ≤0,7  |
| Сума І/Са+Mg                              | 2,71          | 7,76          | 4,76          | 0,07               | 0,92                  | 0,13                      | ≤4,0  |
| (Mg/Ca+Mg) 100                            | 13,49         | 89,92         | 60,13         | 1,35               | 13,81                 | 2,68                      | ≤50   |
| SAR                                       | 1,50          | 19,91         | 7,53          | 0,19               | 2,62                  | 0,37                      | ≤8,0  |
| HCO3-Cа                                   | -3,54         | 5,52          | 0,71          | 0,14               | 0,70                  | 0,27                      | ≤1,5  |
| Na+К/Сума катіонів                        | 24,31         | 72,41         | 55,12         | 0,60               | 8,47                  | 1,18                      | ≤65,0 |
| НСО3, мг-екв/дм3                          | 1,44          | 6,40          | 3,48          | 0,06               | 0,90                  | 0,13                      | ≤3,5  |
| СО3, мг-екв/дм3                           | 0             | 0,72          | 0,15          | 0,02               | 0,17                  | 0,02                      | Відс. |
| Cl, мг-екв/дм3                            | 0,84          | 25,50         | 10,64         | 0,43               | 6,02                  | 0,84                      | ≤3,0  |
| ∑солей екв. Cl                            | 1,97          | 28,70         | 13,54         | 0,42               | 5,95                  | 0,82                      | ≤5,0  |

Середньозважене співвідношення Na+/Ca2++Mg2+ у воді лиману також перевищувало допустиму величину (0,7) і становило 1,35. Отже, за методикою іригаційної оцінки за Будановим вода Білозірського лиману непридатна для зрошення.
Важливим критерієм оцінювання якості води для зрошення є вміст у ній магнію за методикою Сабольч й Дараб, який негативно діє на ґрунти при його вмісті в поливній воді понад 50 % від суми кальцію і магнію [2]. Уміст магнію до суми кальцію та магнію змінювався від 13,49 (15.06.1983 р.) до 89,92 % (14.04.1974 р.). За середньоарифметичним значенням співвідношення (Mg/Ca+Mg)х100) вода Білозерського лиману є непридатною для зрошення й викликає магнієве осолонцювання зрошуваних ґрунтів.
За методикою Департаменту сільського господарства США поливна вода з коефіцієнтом SAR, вищим за 8, вважається небезпечною, яка призводить до натрієвого осолонцювання ґрунтів [12]. У воді лиману коефіцієнт SAR змінювався від 1,50 (25.03.1940 р.) до 19,91 (13.07.1977 р.) при середньоарифметичному значенні 7,53. Вода річки є сильно лужною з високою небезпекою натрієвого осолонцювання зрошуваних ґрунтів. 
За методикою Можейко і Воротнік [8], вода лиману за співвідношенням суми натрію та калію до суми всіх катіонів переважно придатна для зрошення. Але ця методика мало придатна для умов України і може застосовуватись тільки при зрошенні піщаних ґрунтів [7]. 
За іншими нормами закладеними в державний стандарт України на поливну воду [4] вода Білозерського лиману також непридатна для зрошення. 
Вода містить соду, а отже буде викликати підлуження ґрунту й натрієве осолонцювання. 
Максимальний уміст хлору перевищує допустимі значення більш ніж в 7 разів, середньоарифметичний — більш ніж у 2 рази (табл. 4). Отже, вода загрозлива щодо токсичного впливу на зрошувані рослини.
Розрахунок кількості гіпотетичних солей у воді лиману [4] дав наступні результати. Вода в період досліджень містила найтоксичнішу сіль — соду (табл. 5), яка викликає підлуження й натрієве осолонцювання зрошуваних ґрунтів. Так, уміст токсичних хлоридів натрію змінювався від 0,932 (16.01.1977 р.) до 20,799 мг-екв/дм3 (6.02.1978 р.), сульфатів натрію — від 1,595 до 20,799, сульфатів магнію — від 0 до 9,499, гідрокарбонатів магнію — від 0 до 4,634, нетоксичних сульфатів кальцію — від 0 до 7,307 мг-екв/дм3 (табл. 5).
Таблиця 5. Уміст гіпотетичних солей у воді Білозірського лиману
| Інгредієнти | Уміст, мг-екв/дм3 | Уміст, мг-екв/дм3 | Уміст, мг-екв/дм3 | Уміст, мг-екв/дм3  | Уміст, мг-екв/дм3     | Рівень надійності, 95,0 % |
| Інгредієнти | Мінімальний       | Максимальний      | Середній          | Стандартна похибка | Стандартне відхилення | Рівень надійності, 95,0 % |
| NaCO3       | 0                 | 0,667             | 0,150             | 0,017              | 0,182                 | 0,035                     |
| Са(HCO3)2   | 0,665             | 2,00              | 1,878             | 0,029              | 0,297                 | 0,057                     |
| Mg(HCO3)2   | 0                 | 4,634             | 1,558             | 0,097              | 0,993                 | 0,193                     |
| NaHCO3      | 0                 | 2,161             | 0,248             | 0,044              | 0,453                 | 0,088                     |
| CaSO4       | 0                 | 7,307             | 1,051             | 0,125              | 1,281                 | 0,249                     |
| MgSO4       | 0                 | 9,499             | 2,242             | 0,174              | 1,782                 | 0,347                     |
| NaSO4       | 1,595             | 20,799            | 9,327             | 0,371              | 3,783                 | 0,736                     |
| СаС12       | 0                 | 1,755             | 0,020             | 0,017              | 0,173                 | 0,033                     |
| MgCl2       | 0                 | 4,650             | 0,470             | 0,093              | 0,948                 | 0,184                     |
| NaCl        | 0,932             | 20,799            | 11,731            | 0,409              | 4,169                 | 0,811                     |
| KCl         | 0                 | 0,454             | 0,205             | 0,011              | 0,115                 | 0,023                     |

Розрахунок кількості токсичних солей в еквівалентах хлору розраховано за кількістю гіпотетичних солей [4]. За середньоарифметичним значенням цього показника 11,734 мг-екв/дм3 вода лиману придатна для зрошення лише піщаних ґрунтів. При зрошенні інших типів ґрунтів викликатиме засолення. 
Отже, за більшістю методів іригаційної оцінки вода Білозірського лиману є непридатною для зрошення й вимагає перед поливом насичення кальцієвими солями, ліквідації соди й розбавлення прісною водою [2, 4, 5, 7, 8, 12].

### Оцінювання якості води за еколого-санітарними показниками
Уміст зважених речовин у воді лиману змінювався від 5,0 до 241,0 мг/дм3 (табл. 6). За середньоарифметичним значенням вмісту зважених часток (36,61 мг/дм3) вода належала до 5-ї категорії якості (помірно забруднена). 
Таблиця 6. Оцінювання води Білозерського лиману за трофо-сапробіологічними показниками 
| Інгредієнти      | Уміст, мг/дм3 | Уміст, мг/дм3 | Уміст, мг/дм3 | Уміст, мг/дм3      | Уміст, мг/дм3         | Рівень надійності, 95,0 % |
| Інгредієнти      | Мінімальний   | Максимальний  | Середній      | Стандартна похибка | Стандартне відхилення | Рівень надійності, 95,0 % |
| Завислі речовини | 5,0           | 241,0         | 36,61         | 16,03              | 59,96                 | 34,62                     |
| рН               | 7,8           | 10,0          | 8,66          | 0,05               | 0,45                  | 0,11                      |
| Жорсткість       | 2,66          | 12,08         | 6,86          | 0,26               | 2,14                  | 0,51                      |
| Кольоровість     | 20,0          | 168,0         | 73,62         | 10,68              | 38,53                 | 23,28                     |
| Температура °С   | 0,8           | 26,2          | 13,22         | 2,53               | 9,48                  | 5,47                      |
| О2, мг/дм3       | 7,08          | 18,02         | 11,35         | 0,87               | 3,25                  | 1,88                      |
| О2, % насичення  | 81,0          | 133,0         | 103,5         | 4,06               | 15,22                 | 8,78                      |
| Запах, бали      | 0             | 0             | 0             | 0                  | 0                     | 0                         |
| БО, мгО2/дм3     | 15,9          | 218,2         | 68,92         | 17,91              | 64,59                 | 39,03                     |
| БСК5, мгО2/дм3   | 2,66          | 11,9          | 6,08          | 0,69               | 2,57                  | 1,48                      |
| N-NH4            | 0,19          | 3,48          | 1,17          | 0,22               | 0,84                  | 0,47                      |
| N-NO3            | 0,242         | 10,6          | 4,36          | 0,84               | 2,80                  | 1,88                      |
| N-NO2            | 0             | 0,957         | 0,192         | 0,077              | 0,290                 | 0,167                     |
| Фосфати          | 0             | 0,225         | 0,087         | 0,018              | 0,071                 | 0,039                     |
| Р, заг           | 0,014         | 0,266         | 0,118         | 0,020              | 0,079                 | 0,044                     |

Величина рН води за період досліджень змінювалась від 7 до 10 — середньо лужна. За середньозваженою величиною рН вода лиману належить до 6-ї категорії якості [9,10].
У воді лиману концентрація азоту аміаку змінювалась від 0,19 до 3,48 мг/дм3. За середньоарифметичними значеннями (1,17 мг/дм3) вода річки належала до 6-ї категорії якості (брудна).
Концентрація NO2 у воді змінювалась від 0 до 0,957 мг/дм3. За середньоарифметичним показником (0,192 мг/дм3) вода відносилася до 7-ї категорії якості (дуже брудна) [9]. Необхідно відмітити, що нітритний азот є найтоксичнішим із сполук азоту і може шкідливо позначатися на життєдіяльності живих організмів.
Уміст азоту нітратного у воді Білозерського лиману за роки досліджень змінювався від 0,242 до 10,6 мг/дм3. За середньозваженими значеннями умісту азоту нітратного (4,36 мг/дм3) вода відносилася до 7 категорії якості й була дуже брудною. 
Уміст фосфатів у воді змінювався від 0 до 0,225 мг/дм3. За середньоарифметичним значенням умісту фосфатів вода лиману відносилась до 4 категорії якості.
[null У воді Білозерського лиману уміст кисню коливався від 7,08 до 18,2 мгО2/дм3. За середньоарифметичним показником умісту кисню (11,35 мгО2/дм3) вода річки відноситься до 1 категорія якості.]
Біологічне споживання кисню протягом п’яти діб для окислення органічних речовин, що містяться у воді в аеробних умовах змінювалось від 2,66 до 11,9 мгО/дм3 (табл. 5). Граничнодопустимий рівень БСК5 у водоймах рибогосподарського призначення 2,25 мгО2/дм3, для водойм господарсько-побутового й питного призначення — 3, гранична межа 3 категорії екологічної оцінки — 2,1 мгО2/дм3. В 93 % проб води БСК5 перевищувало ГДК для водойм господарсько-побутового, питного призначення й граничну межу 3 категорії екологічної оцінки. За середньоарифметичним показником біологічного споживання кисню протягом 5 діб (6,08 мгО/дм3) вода належала до 5 категорії якості (помірно забруднена) [9].
Хімічне споживання кисню (характеризує забруднення води органічними речовинами і визначає кількість кисню, що витрачається на окислення як легко так і важко окиснюваних органічних і неорганічних речовин, які містяться у воді сильним окисником — біхроматом калію). Цей показник у воді змінювався від 15,9 до 218,2 мгО/дм3, при середньоарифметичному значенні 68,98 мгО/дм3, що є вищим за ГДК для водойм господарсько-побутового призначення (15 мгО/дм3). Отже, 100 % проб води річки мають значення ХСК вищі за ГДК для водойм господарсько-побутового призначення, а 90,0 % проб — вищі за гранична межу 3 категорії екологічної оцінки — 25 мгО/дм3.
За середньоарифметичними значеннями ХСК (табл. 6), тобто за забрудненням органічними речовинами, вода відносилася до 7 категорії якості (дуже брудна).
Оцінювання якості води за специфічними речовинами токсичної дії. Уміст у природній воді нафтопродуктів, фенолів, СПАР, фторидів, ціанідів, пестицидів, важких металів та радіоактивності відноситься до специфічних показників токсичної й радіаційної дії. 
Уміст нафтопродуктів у воді змінювався від 0,02 до 0,16 мг/дм3. При цьому, 64,7 % проб води за умістом нафтопродуктів перевищували ГДК для водойм рибогосподарського призначення та граничну межу 3 категорії якості. Жодна з проб води не перевищувала ГДК для водойм господарсько-побутового призначення (0,3 мг/дм3). За середньоарифметичним показником умісту нафтопродуктів вода відносилася до 4 категорії якості й була слабо забрудненою (табл. 7) [9]. 
Уміст синтетичних поверхнево-активних речовин у воді мав коливання від 0 до 0,09 мг/дм3. За середньозваженими значеннями СПАР вода відносилась до 4 категорії якості.
Концентрація фенолів за роки досліджень у воді змінювалась від 0 до 0,012 мг/дм3. При цьому частина проб (50,0 %) мали значення вищі від ГДК для водойм рибогосподарського призначення [10] й вищі за граничний рівень 3 категорії якості. Отже, вода лиману за середньозваженим умістом фенолів відносилася до 4 категорії якості (помірно забруднена) [9]. 
У водні об'єкти СПАР потрапляють у значних кількостях із господарсько-побутовими й промисловими стічними водами. У поверхневих водах СПАР перебувають у розчиненому й сорбованому станах, а також у поверхневій плівці води водного об'єкта. 
Таблиця 7. Статистична характеристика умісту специфічних речовин токсичної дії у воді Білозірського лиману, мг/дм3
| Інгредієнти | Уміст, мг/дм3 | Уміст, мг/дм3 | Уміст, мг/дм3 | Уміст, мг/дм3      | Уміст, мг/дм3         | Рівень надійності, 95,0 % |
| Інгредієнти | Мінімальний   | Максимальний  | Середній      | Стандартна похибка | Стандартне відхилення | Рівень надійності, 95,0 % |
| Феноли      | 0             | 0,012         | 0,0028        | 0,001              | 0,0037                | 0,0022                    |
| НП          | 0,02          | 0,16          | 0,074         | 0,011              | 0,041                 | 0,025                     |
| СПАР        | 0             | 0,09          | 0,036         | 0,007              | 0,027                 | 0,016                     |
| ІЗВ, од     | 1,46          | 10,39         | 4,44          | 0,56               | 2,32                  | 1,19                      |
| Fe, заг     | 0             | 0,42          | 0,155         | 0,01               | 0,038                 | 0,02                      |
| Сu2+        | 0             | 0,018         | 0,0091        | 0,001              | 0,004                 | 0,0031                    |
| Zn2+        | 0             | 0,03          | 0,0089        | 0,0025             | 0,009                 | 0,005                     |
| Cr6+        | 0             | 0,014         | 0,0016        | 0,0009             | 0,0035                | 0,0018                    |

Уміст міді у воді змінювався від 0 до 0,016 мг/дм3. При цьому, 40,0 % проб води мали уміст міді вищий за значення ГДК для водойм рибогосподарського значення [10] і 90,0 % проб — за граничний рівень 3 категорії якості. За середньоарифметичним значенням вмісту міді вода належала до 4 категорії якості [9].
Концентрація цинку у воді змінювалася від 0 до 0,03 мг/дм3. В 40,0 % проб уміст цинку був вищим за ГДК для водойм рибогосподарського призначення (>0,01 мг/дм3), а 12,0 % проб мали значення вищі за граничну межу 3 категорії екологічної оцінки (0,02 мг/дм3). 
За середньозваженим вмістом цинку вода в лимані за період досліджень належала до 1 категорії якості. 
Уміст заліза у воді Білозірського лиману змінювався від 0 до 0,42 мг/дм3. За середньозваженим умістом заліза вода відносилася до 1 категорії якості. 
Уміст Cr6+ у воді лиману змінювався від 0 до 0,014 мг/дм3 . 
Розрахунок індексу забруднення води (ІЗВ) [10] за обмеженим числом інгредієнтів (відношення середньоарифметичного значення до гранично допустимих концентрацій амонійного й нітратного азоту, НП, фенолів, БСК5, розчиненого кисню — тут ГДК ділиться на середнє значення) дав наступні результати. В окремих пробах ІЗВ змінювався від 1,46 до 10,39, тобто якість води змінювалася від 3 категорії (помірно забруднена) до 7 (надзвичайно брудна). При цьому 52,9 % проб води мали рівень забруднення вищий 3 категорії якості (>2,5). Середньозважені показники забруднення води Білозірського лиману за ІЗВ в період досліджень становили 4,44, що відповідає 4 категорії екологічної якості (забруднена) за трофо-сапробіологічними показниками. 
Загальна оцінка води за всією множиною показників (за так званою функцією міри R, [10]) наведена у табл. 8 і свідчить, що вода відносилася до 4 категорії, тобто посередньої якості.
Таблиця 8. Загальне оцінювання якості води Білозірського лиману за всією множиною показників
| Категорії якості води | Кількість показників відповідної категорії та загальна оцінка якості води |
| 1                     | 3                                                                         |
| 2                     | 0                                                                         |
| 3                     | 0                                                                         |
| 4                     | 6                                                                         |
| 5                     | 2                                                                         |
| 6                     | 1                                                                         |
| 7                     | 4                                                                         |
| Загальна оцінка R     | 71/16 = 4,44                                                              |
| Категорія якості      | 4                                                                         |

## Висновки
Мінералізація води Білозерського лиману змінювалась від 358 до 2243 мг/дм3, належала до солонуватої β-мезогалинної. Середньорічні значення мінералізації (1204 мг/дм3) перевищували ГДК для водойм рибогосподарського призначення й зрошення, а вода за цим показником екологічної якості відноситься до 4 категорії — задовільної.
За іонним складом вода відносилася до хлоридного класу, натрієвої групи, першого типу.
Уміст сульфатів у воді лиману змінювався від 44 до 666 мг/дм3. Середньоарифметичне значення — 292,8 мг/дм3, що відповідає 6 категорії якості. Уміст сульфатів в 19,0 % проб перевищував ГДК для водойм побутово-господарського призначення (500 мг/дм3), тобто вода дуже забруднена компонентами сольового складу. 
Уміст хлору у воді лиману змінювався від 30 до 904 мг/дм3, при середньоарифметичному — 377, що відповідає 7 категорії екологічної якості — брудна. У 27,8 % проб води уміст хлору перевищував значення 300 мг/дм3 — верхнє граничне значення 7 категорії екологічної якості. Максимальний уміст хлору у воді перевищує допустимі значення для зрошення більш ніж в 7 разів, середньоарифметичний — більш ніж у 2 рази. Отже вода загрозлива щодо токсичного впливу на зрошувані рослини.
Вода лиману за період досліджень була забрудненою за умістом зважених часток, нітритів, азоту аміаку, фосфатів, органічних речовин.
Вода лиману була забрудненою й специфічними токсичними речовинами — СПАР, фенолами, нафтопродуктами, важкими металами.
За величиною розрахованих ІЗВ вода лиману оцінюється як помірно забруднена й знаходиться під значним антропогенним впливом, рівень якого близький до межі стійкості екосистеми.
Розрахунок кількості гіпотетичних солей у воді лиману свідчить про наявність найтоксичнішої солі — соди, яка викликає підлуження й натрієве осолонцювання зрошуваних ґрунтів. Так, уміст токсичних хлоридів натрію змінювався від 0,932 до 20,799 мг-екв/дм3, сульфатів натрію — від 1,595 до 20,799, сульфатів магнію — від 0 до 9,499, гідрокарбонатів магнію — від 0 до 4,634, нетоксичних сульфатів кальцію — від 0 до 7,307 мг-екв/дм3
За більшістю методів іригаційної оцінки вода Білозірського лиману непридатна для зрошення, вимагає перед поливом насичення кальцієвими солями, зниження лужності й ліквідації соди та розбавлення прісною водою.